# Cerne Abbas-i óriás

Feltehetőleg 1763-ban készült rajza, 1764-ben juttatták el a Londoni Régészeti Társaság részére

A Cerne Abbas-i óriás (angolul: Cerne Abbas Giant) a dél-angliai Dorset grófságban fekvő dombrajz. Cerne Abbas kis települése közelében levő domboldalba vésett figura eredete és kora tisztázatlan. Gyakran gondolják, hogy az ókorban keletkezett, ugyanakkor a 17. században említik csak először. Korábban szász istenséggel hozták kapcsolatba, csekély bizonyítékra alapozva, míg mások a görög-római isten, Herkules kelta megfelelőjének tartják.
A legújabb kormeghatározás szerint az ábrát a középkorban, 700 és 1100 között készíthették, és elképzelhető, hogy a közeli apátság felé irányította a látogatókat. LIDAR-elemzések alapján akkor még nadrágot is viselt, a nemi szerveket később „rajzolták” hozzá.
Régészeti bizonyítékok alapján a dombrajz egy része elveszett az idők során. Korától függetlenül a helyi kultúra és folklór jelentős részévé vált, melyet gyakran a termékenységhez kapcsolnak. A Cerne Abbas-i óriás Anglia legismertebb dombrajzainak egyike, a környék egyik nevezetessége.

## Leírása

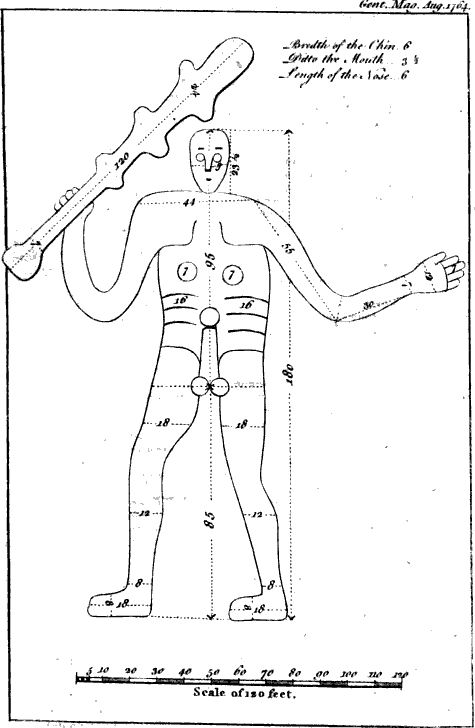
Az első, a Gentleman's Magazine-ban 1764-ben közzétett részletes, méretadatokkal ellátott rajza

Az ábra meztelen férfit ábrázol, a hatalmas méretű figura 55 méter magas, feje viszonylag kicsi, kopasz, arcvonásai kezdetlegesek. Jobb keze összeolvad a 37 méter hosszú, göcsörtös bunkóval, amely a figura fölé magasodik. Az ábra körvonalát mintegy 0,6 méter mély gyepbe vágott árkok alkotják, és zúzott kővel vannak feltöltve.
A Cerne Abbas-i óriás feje felett, ill. tőle jobbra fekszik a Trendle, egy kicsiny, négyszögletes, a vaskorból fennmaradt terület, ahol a helybeliek május elején tavaszköszöntő ünnepségeket tartottak.

## Története

Az óriás figurája, a vélhetőleg megsemmisült vonalak sárga színnel rekonstruálva

Az óriásról a legkorábbi ismert írásos emlék egy 1694. november 4-i bejegyzés Cerne Abbas temploma, a St Mary's Church egyik beszámolójában.  Az óriás legkorábbi ismert rajza a Gentleman's Magazine 1764 augusztusi számában jelent meg.
A Cerne Abbas-i óriás köré számos legenda szövődött. A középkorig visszanyúló helyi hagyomány szerint egy, a környéken garázdálkodó óriást ábrázol, akit a helybeliek megöltek, majd körvonalait belevésték a mészkőbe.
Más elgondolások szerint az ókorra vezethető vissza eredete. Akár szimbolikus jelentése is lehet az óriás bal kezének, amely valamikor talán egy állatbőrt tartott. Az állatbőr összhangban állna az óriás körüli vissza-visszatérő legendával, miszerint Herkulest, a görög-római istenséget ábrázolná, akit meztelenül, bunkót lengetve és oroszlánbőrrel a kezében festettek meg. Erre a hiedelemre ráadásul némi bizonyíték is van: hasonló képet festettek egy Norfolkban talált római kori brit cseréptöredékre. A Római Birodalomban a 2. században  uralkodó Commodus császár idején Herkules kultusza virágzott, amely Britanniában is hívekre találhatott. Elképzelhető, hogy az óriás ennek a kultusznak a jelképe, vagy Herkules kelta megfelelője volt. Hagyományosan Helith, Helis vagy Heil névvel illették, ami talán a Herkules eltorzult alakja lehet.
Történelmi bizonyíték van arra, hogy az óriás lábai közé valamikor betűket és számokat is véstek. Egy feltételezés szerint az ANNO betűk álltak itt, a hiányzó szám pedig 1748, vagyis az az év volt, amikor az alakot – tudomásunk szerint – újra kivésték. Mások azt állítják, hogy a figurát afféle áltörténelmi csacskaságként ebben az évben alkották meg.
Mivel az ősi helyekhez kapcsolódó termékenységi rítusok legendái az egész brit folklórban megtalálhatók, igen sokan vélik úgy, hogy az óriás valójában pogány termékenységi szimbólum. A Cerne Abbas-i figura bunkója a Trendle felé mutat, ahol valamikor termékenységi szertartásokat végeztek. A gyermektelen asszonyok állítólag termékennyé váltak, miután ott töltötték az éjszakát, a vésett figurán háló házaspárok pedig a hiedelem szerint biztosan számíthattak gyermekáldásra.

## További információ
- Cerne Giant at the National Trust
- Cerne Abbas giant at Mysterious Britain Archiválva 2007. augusztus 5-i dátummal a Wayback Machine-ben
- Cerne Abbas Giant, Hill-Figure, at the National Trust Historic Buildings, Sites and Monuments Record (HBSMR)
- Cerne Abbas Giant, Dorset Historic Environment Record (via heritagegateway.org.uk)
- "The Trendle, Possible Roman Rectangular Earthwork Enclosure" (Scheduled Monument record)